# Mireille Darc
Mireille Darc (eredeti neve: Mireille Aigroz) (Toulon, 1938. május 15. – Párizs, 2017. augusztus 28.) francia színésznő.

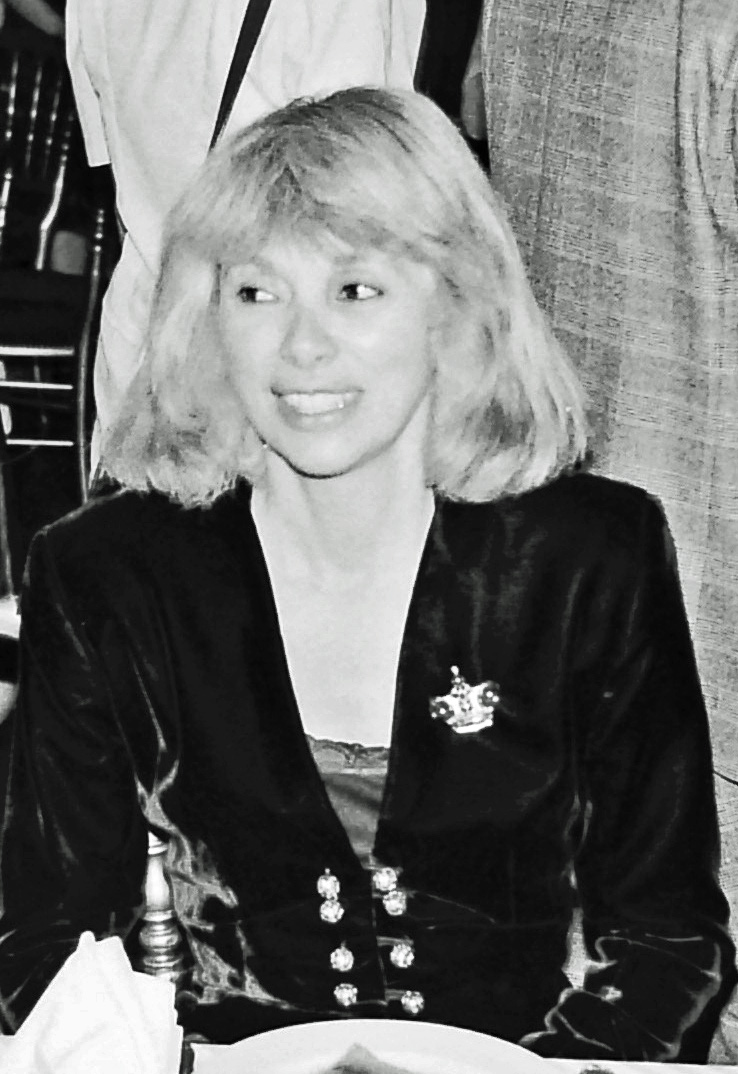
1989-ben

## Életpályája
Mireille Darc 1938. május 15-én született Toulonban Marcel Aigroz és Gabrielle Reynaud gyermekeként, akik svájci származásúak voltak.
Tanulmányait a Konzervatóriumban végezte Raymond Rouleau növendékeként Párizsban.
1959-től Párizsban manöken volt. Pályáját színpadon kezdte, és később szerepelt a tv-ben is. 1960 óta filmezett különböző műfajokban, s fokozatosan került az előtérbe kalandos történetek fiatal hősnőjeként. 1965-ben a Georges Lautner rendezte Galia címszerepével robbant be a francia sztárok  sorába. 1966-ban ő játszotta Christine-t A nagy szöcske című filmben. Alain Delon partnere volt több filmben is: Jeff (1969), Borsalino (1970), A vörös kör (1970), Volt egyszer egy zsaru (1972), Jégkeblek (1974), Borsalino és társai (1974), A férfi, aki sietett (1977), Egy gazember halála (1977), Egy zsaru bőréért (1981) és a Frank Riva (2003-2004).
Az 1980-as években karrierje kettétört. 1980-ban nyílt szívműtéten esett át, 1983-ban egy autóbaleset során súlyos gerincsérülést szenvedett és több hónapon át mozgásképtelenné vált. Alain Delontól is elvált 15 év együttélés után. 1986-ban otthagyta a színészetet, de az 1990-es években visszatért a televíziózáshoz. Ebből a korszakából a magyar közönség főleg a Megperzselt szívek című 1992-es francia sorozat Héléne-jeként ismerheti.
Pályája során csakis vígjátéki szériafilmekben foglalkoztatták. (Kivétel volt Jean-Luc Godard filmje, a Week-end, 1967-ben). Próbálta ugyan nem beérni a szép szőke csábító vissza-visszatérően ráosztott szerepével, sanzon-énekléssel és forgatókönyvírással is próbálkozott, de végül is az egyértelműen szórakoztatófilmes színészet hozta számára a sikereket. 1988-ban a rendezéssel is kísérletbe kezdett (A barbár nő), nem nagy sikerrel.

## Magánélete
1969-1984 között Alain Delon élettársa volt. 1983-1988 között Pierre Barret volt a férje. 2002-ben Pascal Desprez-hez ment férjhez.

## Filmjei

### Színészként
- 1960: Les distractions; Maïa
- 1961: Kantár a nyakon (La bride sur le cou); Marie-Jeanne
- 1961: Mourir d’amour; Mariette szobalány
- 1962: Az ördög és a tízparancsolat (Le diable et les dix commandements); Mauricette barátnője
- 1962: Virginie; Brigitte
- 1962–1963: Leclerc felügyelő (L’inspecteur Leclerc enquête); tévésorozat; Jeanne / Georgette
- 1963: Les veinards; Jacqueline
- 1963: A nagy átverés (Pouic-Pouic); Patricia
- 1964: Monsieur; Suzanne
- 1964: Alulról az ibolyát (Des pissenlits par la racine); Rocky la Blaise
- 1964: Kemény fickók (Les durs à cuire…); Josette
- 1964: Férfivadászat (La chasse à l’homme); Georgina
- 1964: A nagy kémügy (Les Barbouzes); Amaranthe
- 1965: Ahol az öröm tanyázik (Un grand seigneur: Les bons vivants); Marie Crucheet „Eloïse”
- 1966: Galia; Galia
- 1966: Egy kis bunyó Párizsban (Du rififi à Paname); Lili Princesse
- 1966: Zarabanda Bing Bing; Polly
- 1966: Ne nous fâchons pas; Églantine Michalon
- 1967: La grande sauterelle; Sauterelle, a „Szöcske”
- 1967: La blonde de Pékin; Christine Olsen
- 1967: Fleur d’oseille; Catherine
- 1967: Week-end; Corinne Durand
- 1968: Summit; Annie
- 1969: Jeff; Éva
- 1969: Azok a csodálatos férfiak (Monte Carlo or Bust!); Marie-Claude
- 1970: A hölgy nem iszik, nem dohányzik, nem flörtöl… csak fecseg (Elle boit pas, elle fume pas, elle drague pas, mais… elle cause!); Francine
- 1970: Borsalino; prostituált
- 1970: Madly; Agathe
- 1970: A vörös kör (Le Cercle rouge); virágoslány
- 1971: Bohózat lőporral (Laisse aller… c’est une valse); Carla
- 1972: Volt egyszer egy zsaru (Il était une fois un flic…); Christine
- 1972: Magas szőke férfi felemás cipőben (Le grand blond avec une chaussure noire); Christine
- 1973: Nem zörög a haraszt… (Il n…y a pas de fumée sans feu); Olga Leroy
- 1973: Ügynök a kofferben[forrás?] (La valise); Françoise
- 1974: Különös háromszög / Jégkeblek (Les seins de glace); Peggy Lister
- 1974: Borsalino és társai (Borsalino and Co.); prostituált
- 1974: Dis-moi que tu m’aimes; Victoire Dunois
- 1974: A magas szőke férfi visszatér (Le retour du grand blond); Christine
- 1975: Le téléphone rose; Christine
- 1976: Programozott áldozatok (L’ordinateur des pompes funèbres); Charlotte
- 1977: Lidérces utazás (Les passagers); Nicole
- 1977: A férfi, aki sietett (L’homme pressé); Edwige
- 1977: Egy gazember halála (Mort d’un pourri); Françoise
- 1978: Jómadarak (Les ringards); Annie Garmiche
- 1981: Egy zsaru bőréért (Pour la peau d’un flic); a „Nagy Szöcske”
- 1982: Még a házasság előtt (Jamais avant le mariage); Elisabeth
- 1983: Ha ő igent mond… én sem mondok nemet! (Si elle dit oui… je ne dis pas non); Catherine
- 1984: Réveillon chez Bob; Madeleine
- 1986: Gérard Flogue kicsapongó élete (La vie dissolue de Gérard Floque); Jocelyne
- 1992–1994: Megperzselt szívek (Les coeurs brûlés); tévésorozat; Hélène
- 1993: Laura; tévésorozat, Laura
- 1994: Hélene szemei – Megperzselt szívek (Les yeux d’Hélène); tévésorozat; Hélène
- 1996: Vágyak földje (Terre indigo); tévésorozat; Clélia Debarbera
- 1996: Sötét bűnök egyenes adásban (J’ai rendez-vous avec vous); tévéfilm; Agnès
- 1997: Sapho; tévéfilm; Fanny
- 1997: A fiam barátja[forrás?] (L’ami de mon fils); tévéfilm; Louise
- 1998: La justice de Marion; tévéfilm; Marion
- 2003: Azúrkék óceán (Le bleu de l’océan); Patricia
- 2003-2004: Frank Riva; tévésorozat; Catherine Sinclair

### Rendezőként
- 1989: La barbare

## Fordítás
- Ez a szócikk részben vagy egészben  a   Mireille Darc című angol Wikipédia-szócikk fordításán alapul.  Az eredeti cikk szerkesztőit annak laptörténete sorolja fel. Ez a jelzés csupán a megfogalmazás eredetét és a szerzői jogokat jelzi, nem szolgál a cikkben szereplő információk forrásmegjelöléseként.